# Sycon frustulosum
Sycon frustulosum är en svampdjursart som beskrevs av Borojevic och Peixinho 1976. Sycon frustulosum ingår i släktet Sycon och familjen Sycettidae.
Artens utbredningsområde är havet utanför Brasilien. Inga underarter finns listade i Catalogue of Life.